# Luxborough
Luxborough – wieś w Anglii, w hrabstwie Somerset, w dystrykcie (unitary authority) Somerset. Leży 71 km na południowy zachód od miasta Bristol i 236 km na zachód od Londynu. Miejscowość liczy 215 mieszkańców.